# São Tomé (kommun i Brasilien, Rio Grande do Norte, lat -5,97, long -36,11)
São Tomé är en kommun i Brasilien.   Den ligger i delstaten Rio Grande do Norte, i den östra delen av landet, 1 700 km nordost om huvudstaden Brasília. Antalet invånare är 10 868.
Följande samhällen finns i São Tomé:
- São Tomé

Omgivningarna runt São Tomé är huvudsakligen savann. Runt São Tomé är det glesbefolkat, med 12 invånare per kvadratkilometer.